# Marcel Guimbretiere

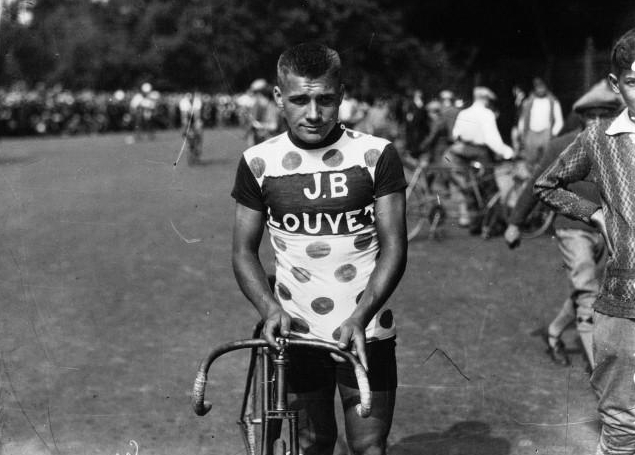
Marcel Guimbretiere (1931)

Marcel Guimbretiere (* 4. Dezember 1909 in La Chaume; † 1. Oktober 1970 in Paris) war ein französischer Radrennfahrer.
Marcel Guimbretiere war Profi-Rennfahrer von 1930 bis 1947, mit einer Unterbrechung durch den Zweiten Weltkrieg. In dieser Zeit startete er hauptsächlich bei Sechstagerennen; von 56 Rennen gewann er elf, vier davon mit Alfred Letourneur und sechs mit Paul Broccardo. Gemeinsam mit Broccardo siegte er 1932 beim Berliner Sechstagerennen und 1934 bei dem in Dortmund. 1957 gewann er gemeinsam mit Maurice Archambaud den Bahnwettbewerb Prix Dupré-Lapize in Paris.
Guimbretiere und Broccardo lebten beide in Hafenstädten, Broccardo in Nizza und Guimbretière in Les Sables-d’Olonne. Bezugnehmend darauf waren ihre Erkennungszeichen blau-weiß gestreifte Trikots und das damals populäre Lied „Les gars de la marine“ (dt. Fassung: „Das ist die Liebe der Matrosen“).
Nach dem Ende seiner aktiven Radsport-Karriere arbeitete Guimbretiere für den Fahrradhersteller Flandria. Während einer Ausstellung in Paris erlitt er am Stand dieser Firma einen Herzschlag.